# Kanton Manosque-2
Der Kanton Manosque-2 ist ein französischer Wahlkreis im Département Alpes-de-Haute-Provence in der Region Provence-Alpes-Côte d’Azur. Er umfasst einen Teil der Gemeinde Manosque und zwei weitere Gemeinden im Arrondissement Forcalquier. Durch die landesweite Neuordnung der französischen Kantone wurde er 2015 neu geschaffen.

## Gemeinden
Der Kanton besteht aus drei Gemeinden und Gemeindeteilen mit insgesamt 10.322 Einwohnern (Stand: 1. Januar 2022) auf einer Gesamtfläche von 52,29 km²:
| Gemeinde              | Einwohner 1. Januar 2022 | Fläche km² | Dichte Einw./km² | Code INSEE | Postleitzahl |
| --------------------- | ------------------------ | ---------- | ---------------- | ---------- | ------------ |
| Manosque              | 6.972                    | 23,62      | 295              | 04112      | 04100        |
| Saint-Martin-les-Eaux | 123                      | 9,15       | 13               | 04190      | 04870        |
| Volx                  | 3.227                    | 19,52      | 165              | 04245      | 04130        |
| Kanton Manosque-2     | 10.322                   | 52,29      | 197              | 0408       | –            |

1. ↑   Nur der nördliche Teil der Gemeinde, der Rest verteilt sich auf die Kantone Manosque-1 und Manosque-3.

## Politik
| Vertreter im Départementsrat | Vertreter im Départementsrat    | Vertreter im Départementsrat |
| Amtszeit                     | Namen                           | Partei                       |
| ---------------------------- | ------------------------------- | ---------------------------- |
| 2015–2021                    | Emmanuelle Fontaine-Domeizel    | PS                           |
| 2015–2017                    | Roland Aubert                   | PS                           |
| 2017–2021                    | Jérôme Dubois                   | PS                           |
| 2021–                        | Laurie Sardella Camille Galtier | LR DVD                       |